# Cantó de Sench Agde
El cantó de Saint-Chaptes és un cantó francès del departament del Gard, a la regió d'Occitània. Està inclòs al districte de Nimes, té 16 municipis i el cap cantonal és Sench Agde.

## Municipis
- Aubuçargues
- Baron
- Bordic
- La Caumeta
- Colòrgas
- Dion
- Foissac
- Garriga e Senta Olha
- Montinhargues
- Moçac
- La Rovièira
- Senta Anastasiá
- Sench Agde
- Sent Desèri
- Sent Ginièis de Malgoiriés
- Sauset